# آرثر روزنبرغ
آرثر روزنبرغ (بالألمانية: Arthur Rosenberg )‏ (و. 1889 – 1943 م) هو ممثل تلفزي، وممثل أفلام، وسياسي، ومؤرخ، وثوري من ألمانيا، والإمبراطورية الألمانية، والولايات المتحدة، ولد في برلين، توفي في نيويورك، عن عمر يناهز 54 عاماً.

## مناصب
تولى منصب عضو مجلس النواب الألماني للجمهورية فايمار.

## التعليم
تعلم في ثانوية أسكانين ‏، وجامعة هومبولت في برلين.

## وصلات خارجية
- آرثر روزنبرغ على موقع IMDb (الإنجليزية)
- آرثر روزنبرغ على موقع قاعدة بيانات الفيلم (الإنجليزية)

- آرثر روزنبرغ في قاعدة بيانات الأفلام على الإنترنت